# ری راسل
ری راسل (انگلیسی: Ray Russell؛ زادهٔ ۴ آوریل ۱۹۴۷) موسیقی‌دان، آهنگساز، تهیه‌کننده موسیقی و گیتارنواز اهل بریتانیا است. وی از سال ۱۹۶۳ میلادی تاکنون مشغول فعالیت بوده‌است.
از فیلم‌ها یا مجموعه‌های تلویزیونی که وی در آن‌ها نقش داشته‌است، می‌توان به آخرین ادای احترام اشاره نمود.